# Yolanda Be Cool
Yolanda Be Cool é uma banda australiana, formada por Sylvester Martinez e Johnson Peterson. Eles colaboraram com o produtor DCUP - nome artístico de Duncan MacLennan, que é conterrâneo de Martinez e Johnson - para lançarem um single internacional We No Speak Americano na gravadora indie Sweat It Out que eles fundaram, a amostragem da música "Tu Vuò Fa' L'Americano", sucesso de 1956, originalmente cantado por Renato Carosone, e escrito por ele e Nicola "Nisa" Salerno.
We No Speak Americano liderou  as paradas do Reino Unido, Dinamarca, Holanda e Suécia, e chegou ao Top 5 na Austrália, Bélgica, Espanha e Noruega. Também foi um hit na Itália, Nova Zelândia e em vários outros países. O videoclipe do single foi dirigido por Andy Hylton em Lutimedia.
Antes da batida, eles tinham colaborado com DCUP quando remixou seu hit Afro Nuts, em 2009.
O nome da banda é uma referência a uma cena do filme Pulp Fiction, onde o personagem de Samuel L. Jackson, Jules Winnfield, grita: "Yolanda, fique calma" para uma assaltante armada, chamada Yolanda (interpretada por Amanda Plummer). Sua faixa Villalobos For Presidente refere-se ao caráter de Esmeralda Villalobos, interpretada por Angela Jones.

## Discografia

### Álbuns de estúdio
| Título             | Detalhe do álbum                                                                                |
| ------------------ | ----------------------------------------------------------------------------------------------- |
| Ladies & Mentalmen | - Lançamento: 30 de novembro de 2012 - Gravadora: Sweat It Out - Formatos: CD, digital download |

## Singles

### Como artista principal
| Título                                                                                        | Ano  | Posições em paradas músicais | Posições em paradas músicais | Posições em paradas músicais | Posições em paradas músicais | Posições em paradas músicais | Posições em paradas músicais | Posições em paradas músicais | Posições em paradas músicais | Posições em paradas músicais | Posições em paradas músicais | Certificações | Álbum                   |
| Título                                                                                        | Ano  | AUS                          | AUT                          | BEL                          | FRA                          | ALE                          | HOL                          | SUE                          | SUI                          | UK                           | EUA                          | Certificações | Álbum                   |
| --------------------------------------------------------------------------------------------- | ---- | ---------------------------- | ---------------------------- | ---------------------------- | ---------------------------- | ---------------------------- | ---------------------------- | ---------------------------- | ---------------------------- | ---------------------------- | ---------------------------- | --- | ----------------------- |
| "We No Speak Americano" (with DCUP)                                                           | 2010 | 4                            | 1                            | 1                            | 2                            | 1                            | 1                            | 1                            | 1                            | 1                            | 29                           | - ARIA: 2× Platina - BEA: Platina - BPI: Platina - BVMI: 2× Platina - GLF: 6× Platina - RIAA: Platina - RMNZ: Platina | Não adicionado a álbuns |
| "Sugar Man" (with DCUP)                                                                       | 2014 | 15                           | —                            | —                            | —                            | —                            | —                            | —                            | —                            | —                            | —                            | - ARIA: Platina | Não adicionado a álbuns |
| "Soul Makossa (Money)" (with DCUP)                                                            | 2015 | —                            | —                            | 11                           | —                            | —                            | —                            | —                            | —                            | —                            | —                            | | Não adicionado a álbuns |
| "—" indica que a gravação não foi incluída nas paradas ou não foi distribuída naquela região. |      |                              |                              |                              |                              |                              |                              |                              |                              |                              |                              | |                         |

## Remixes
2010
- Alesha Dixon - "Drummer Boy" (Yolanda Be Cool and DCup Remix)
- ULC Hnan Solo - "Fortune Cookie" (Yolanda Be Cool Remix)
- Jazzbit - "Sing Sing Sing 2010" (Yolanda Be Cool & Dcup Remix)
- Dennis Ferrer - "Hey Hey" (Yolanda Be Cool Remix)

2013
- Cyndi Lauper - "Girls Just Want to Have Fun" (Yolanda Be Cool Remix)